# Hunnington
Hunnington – wieś w Anglii, w hrabstwie Worcestershire, w dystrykcie Bromsgrove. Leży 29 km na północny wschód od miasta Worcester i 167 km na północny zachód od Londynu. Miejscowość liczy 552 mieszkańców.